# Miroslav Lajčák
Miroslav Lajčák (Poprad, 20. ožujka 1963.), slovački političar. Obnašao je dužnost Visokog predstavnika za Bosnu i Hercegovinu od 2007. do 2009. godine.

## Životopis
Lajčák je diplomirao pravo na Comeniusovom sveučilištu u Bratislavi. Proučavao je vanjsku politiku na moskovskom Državnom institutu vanjske politike. Također je diplomirao u europskom centru za sigurnosnu politiku "George Marshall" u Njemačkoj.
Prvotno se zaposlio u Ministarstvu vanjskih poslova Čehoslovačke, godine 1988. Od 1991. do 1993. biva slovačkim veleposlanikom u Rusiji. Od 1993. do 1994. vrši službu šefa kabineta MUP-a Slovačke, a poslije i premijera. Od te godine do 1998. slovački je veleposlanik u Japanu.
Od 2001. do 2005. Lajčák je vršio dužnosti veleposlanika u SR Jugoslaviji (budućoj Srbiji i Crnoj Gori), Albaniji i Makedoniji. Godine 2006. imenovan je za izaslanika Europske unije za provođenje referenduma u Crnoj Gori.
Dana 30. lipnja 2007. preuzima dužnost od Christiana Schwarza-Schillinga na mjestu visokog predstavnika za Bosnu i Hercegovinu.
Radi svog pragmatičnog stila pri izvršavanju funkcije visokog predstavika za Bosnu i Hercegovinu dobiva 2008. godine, ne samo u Bosni i Hercegovini nego i u svim drugim zemljama bivše Jugoslavije, nadimak "Miki Kolumbo".[nedostaje izvor]
Ističe se između visokih predstavnika time da tečno govori srpski jezik.
Dana 26. siječnja 2009. Lajčák je postao ministar vanjskih poslova Slovačke.